# Bernardo Ward
Bernardo Ward (? - 1762 ou 1763) est un économiste espagnol d'origine irlandaise, au service de Ferdinand VI d'Espagne, auteur en 1779 d'un Proyecto economico.

## Biographie
On sait peu de choses sur lui. Il est arrivé d'Irlande dans les années 1740. Peut-être était-il jacobite, et aurait choisi l'exil après la répression de la rébellion jacobite de 1745.
Bernardo Ward écrit en 1753 à Agustín de Ordeñana, l'homme de confiance du marquis de la Ensenada: « Lassés de l'oppression que subissent les gentilshommes qui possèdent des biens en Irlande du fait des nouvelles lois pénales qui sortent chaque jour, beaucoup ont pris la résolution de s'exiler en vendant leurs biens et en émigrant vers quelque pays catholique, où ils peuvent acheter une autre portion de biens égaux pour subvenir aux besoins de leurs descendants, et l'on m'assure que, outre trois ou quatre que je connais, il y a environ dix gentilshommes principaux qui sont actuellement dans cette idée, certains d'entre eux étant déjà passés en France pour chercher des terres où employer leur richesse ».
Il devient le précepteur des enfants du marquis de Santa Cruz de Marcenado, parmi lesquels la future marquise de Grimaldi, Maria Francisca Navia y Ballet (1726-1786)En 1750, il publie à Valence un premier ouvrage, Obra pía, où il propose des idées et des critères actifs pour traiter le sujet de la pauvreté. Ferdinand VI le charge en juillet 1750 de parcourir l'Europe pour connaître les meilleures façons d'organiser les hospices. Ses voyages s'achevèrent en 1754 et il écrit un second ouvrage à partir de ses notes, Proyecto Económico en el que se proponen varias providencias, dirigidas a promover los intereses de España, con los medios y fondos necesarios para su planificación, dans lequel il proposait d'ajuster les impôts et d'éliminer divers obstacles à l'agriculture, à l'industrie et au commerce, ce qui donna naissance à ce que l'on appelle le projectisme éclairé, nouvelle approche de l'arbitrisme des Habsbourg. Cet ouvrage a eu une réelle influence.

## Œuvres
- Proyecto Económico en el que se proponen varias providencias, dirigidas a promover los intereses de España, con los medios y fondos necesarios para su planificación, Madrid, 1762 ; éd. moderne : avec étude préliminaire de J. L. Castellano, Madrid, Instituto de Estudios Fiscales, 1982 et avec étude de Julio Caro Baroja, Madrid, Espasa Calpe, 1986, repr. facs. de l'édition madrilène, Joachin Ibarra, 1779. Il a été réimprimé la même année, ainsi qu'en 1782 et 1787.